# Okanoganite-(Y)
La okanoganite-(Y) è un minerale.